# Wilczna (Gran Polonia)
Wilczna [pronunciación en polaco: /ˈvilt͡ʂna/] es un pueblo en el distrito administrativo de Gmina Słupca, dentro de Distrito de Słupca, Voivodato de Gran Polonia, en el centro-oeste de Polonia. Se encuentra aproximadamente 12 kilómetros al sudeste de Słupca y 77 kilómetros al este de la capital regional, Poznań.